# Abd Allah II Al-Sabah
Abd Allah II Al-Sabah (in arabo الشيخ عبد الله الثاني صباح الثاني الجابر الصباح‎?; Kuwait 1814 – maggio 1892) è stato uno sceicco kuwaitiano in carica dal 1866 al 1893.

## Regno
Durante il suo regno si alleò con Jabir bin Mardaw, emiro di Khorramshahr, per contrastare la tribù di Al-Nasser. Entrambi i suoi figli erano comandanti di cavalleria.
Si sposò almeno due volte ed ebbe cinque figli, due maschi e tre femmine.